# Lijst van voetbalinterlands Nederlands B-voetbalelftal
Dit is een lijst van interlands gespeeld door het Nederlands B-voetbalelftal.
Nederland B speelde alleen vriendschappelijk wedstrijden en voornamelijk tegen B-teams van andere landen. Alleen tegen Luxemburg werd tegen het A-team gespeeld. In 2008 werd Nederland-B voor tijdelijk heropgericht om Jong Oranje te vervangen, de tegenstanders waren toen ook onder-21 elftallen. Alle uitslagen zijn vanuit Nederlands perspectief.
| Datum      | Plaats           | Tegenstander         | Uitslag   | Scoreverloop |
| ---------- | ---------------- | -------------------- | --------- | --- |
| 04-05-1930 | Gent             | België B             | 2-2 (1-1) | Piet van Reenen 1-0, Arthur Ruysschaert 1-1, Georges Despae 1-2, Piet van Reenen 2-2 |
| 03-05-1931 | Rotterdam        | België B             | 3-3 (3-1) | August Hellemans 0-1, Frits Schipper 1-1, Theo Hermens 2-1, Eef Ruisch 3-1, August Hellemans 3-2, August Hellemans 3-3                                                                                    |
| 05-03-1933 | Le Havre         | Frankrijk (amateurs) | 1-3 (0-2) | 7' Illiet 0-1, ca. 30' Rio 0-2, ?' Jean Nicolas 0-3, ca. 75' Leen Vente 1-3 |
| 07-05-1933 | Hasselt          | België B             | 4-1 (3-0) | Arend Schoemaker 1-0, Gerrit Nagels 2-0, Gerrit Nagels 3-0, Félix Welkenhuysen 3-1, Leen Vente 4-1 |
| 04-06-1933 | Luxemburg        | België B             | 2-0 (1-0) | 21' W.F.G.L. van Vliet 1-0, 89' Piet van Reenen 2-0 |
| 05-06-1933 | Luxemburg        | Frankrijk B          | 3-1 (1-1) | 5' Taillis 0-1, 40' Piet van Reenen 1-1, ?' Arend Schoemaker 2-1, 82' Gerrit Nagels 3-1 |
| 10-05-1934 | Rijsel           | Frankrijk B          | 1-2 (0-2) | 2' Julien Buge 0-1, 39' Roger Courtois 0-2, ca. 60' Manus Vrauwdeunt 1-2 |
| 31-10-1937 | Rouen            | Ligue de Normandie   | 2-2 (1-1) | 23' Franz Hanreiter 0-1, 31' Otto Bonsema 1-1, 39' (e.d.) Piet Punt 1-2, 44' Piet Dumortier 2-2 |
| 27-03-1948 | Ilford, Londen   | Luxemburg            | 1-0 (0-0) | 90' Rinus Terlouw 1-0 |
| 29-03-1948 | Ilford, Londen   | Engeland (amateurs)  | 5-2 (3-0) | 15' Cock van der Tuijn 1-0, 33' Rinus Schaap 2-0, Han Engelsman 3-0, Han Engelsman 4-0, Cock van der Tuyn 5-0, Alfred Noble (pen.) 5-1, Harold McIlvenny 5-2                                              |
| 24-04-1949 | Bordeaux         | Frankrijk B          | 0-5 (0-3) | 1' Jean Grégoire 0-1, 15' André Strappe 0-2, Maik Walter 0-3, André Strappe 0-4, Roger Vandooren 0-5 |
| 31-10-1951 | Amsterdam        | Finland B            | 4-1 (1-0) | 10' Henk van Langenberg 1-0, 57' Louis van den Bogert 2-0, Jorma Vaihela 2-1, ?' Piet van Overbeek 3-1, ?' Jampie Kuneman 4-1                                                                             |
| 19-04-1953 | Brugge           | België B             | 0-2 (0-0) | Raymond Van Gestel 0-1, Raymond Van Gestel 0-2 |
| 16-09-1953 | Rotterdam        | Zwitserland B        | 4-1 (3-0) | Jan Brooijmans 1-0, Jan Brooijmans 2-0, Willy Schmidt 3-0, Wim Bleijenberg 4-0, alfred Bickel (pen.) 4-1                                                                                                  |
| 03-04-1954 | Den Haag         | België B             | 1-4 (0-3) | Mathieu Bollen 0-1, Mathieu Bollen 0-2, Luc Van Hoyweghen 0-3, Frits Louer 1-3, Mathieu Bollen 1-4 |
| 19-05-1954 | Hengelo          | Noorwegen B          | 5-2 (1-2) | 2' Arne Pedersen 0-1, ?' Arne Pedersen 0-2, ?' Wim Bleijenberg 1-2, 50' Coen Dillen 2-2, 57' Wim Bleijenberg 3-2, 62' Gerard Gruisen 4-2, 75' Wim Bleijenberg 5-2                                         |
| 03-04-1955 | Gent             | België B             | 3-3 (0-3) | 31' Henk Schouten 0-1, 38' Henk Schouten 0-2, 39' Henk Schouten 0-3, 48' Mathieu Bollen 1-3, 83' Jean-Pierre Platteau 2-3, 88' Mathieu Bollen 3-3                                                         |
| 01-05-1955 | Neunkirchen      | Saarland B           | 2-4 (0-2) | onbekend 0-1, onbekend 0-2, Jan van Roessel 1-2, onbekend 1-3, Jan van Roessel 2-3, onbekend 2-4 |
| 19-05-1955 | Bazel            | Zwitserland B        | 0-1 (0-0) | 77' Godi Stäuble 0-1 |
| 21-03-1956 | Enschede         | West-Duitsland B     | 1-0 (0-0) | 78' Mick Clavan 1-0 |
| 07-04-1956 | Tilburg          | België B             | 0-0 (0-0) | |
| 15-09-1956 | Arnhem           | Zwitserland B        | 2-2 (2-1) | 6' Henk Schouten 1-0, 35' Mick Clavan 2-0, 45' Francesco Chiesa 2-1, 50' Jäger 2-2 |
| 03-11-1956 | Utrecht          | Denemarken B         | 3-0 (2-0) | 22' Henk Schouten 1-0, 44' Dick Tol 2-0, 48' Henk Schouten 3-0 |
| 27-03-1957 | Essen            | West-Duitsland B     | 3-3 (0-2) | 30' Bernhard Klodt 0-1, 40' Bernhard Klodt 0-2, Fons van Wissen 1-2, Gerhard Siedl 1-3, Joop Janssen 2-3, Piet van der Kuil 3-3                                                                           |
| 27-04-1957 | Turnhout         | België B             | 0-1 (0-0) | 58' Jef Van Gool 0-1 |
| 12-06-1957 | Bergen           | Noorwegen B          | 4-0 (2-0) | 15' Jan Dahrs 1-0, Hans Saksvik (e.d.) 2-0, 46' Dick Tol 3-0, 62' Bjarne Hansen (e.d.) 4-0 |
| 12-04-1958 | Den Haag         | België B             | 3-4 (1-3) | 1' Karel Mallants 0-1, André Van Herpe 0-2, 14' Paul van den Berg 0-3, 19' Mick Clavan 1-3, 48' Frans Rutten 2-3, 70' Antoine Leenders 2-4, 87' Jos Vonhoff 3-4                                           |
| 04-05-1958 | Esch-sur-Alzette | Luxemburg            | 0-0 (0-0) | |
| 02-11-1958 | Winterthur       | Zwitserland B        | 2-0 (2-0) | 30' Jos Vonhoff 1-0, 33' Rinus Bennaars 2-0 |
| 18-04-1959 | Brugge           | België B             | 2-4 (1-2) | Antoine Leenders 0-1, Frans Bouwmeester 1-1, Michel Delire 1-2, Alois Goossens 1-3, Michel Delire 1-4, Nico Engelander 2-4                                                                                |
| 13-05-1959 | 's-Hertogenbosch | Luxemburg            | 4-0 (2-0) | ?' Dick Tol 1-0, 22' Dick Tol 2-0, 67' Ben Marcus, 83' Frans Bouwmeester 4-0 |
| 04-10-1959 | Luxemburg        | Luxemburg            | 3-1 (2-0) | 25' Pierre Kerkhoffs 1-0, 29' Joop Janssen 2-0, 64' Tinus Bosselaar 3-0, 89' Camille Dimmer 3-1 |
| 23-04-1960 | Venlo            | België B             | 1-1 (1-0) | ?' Cor van der Gijp 1-0, 75' Victor Wégria 1-1 |
| 18-05-1960 | Tilburg          | Zwitserland B        | 2-0 (1-0) | 10' Mick Clavan 1-0, 70' Mick Clavan 2-0 |
| 26-10-1960 | 's-Hertogenbosch | Luxemburg            | 7-4 (3-2) | François Konter 0-1, Henk Schouten 1-1, Henk Schouten 2-1, Coy Koopal 3-1, Henri Cirelli 3-2, Ady Schmit 3-3, 56' Léon Letsch 3-4, Cees Groot 4-4, 60' Cees Groot 5-4, Coy Koopal 6-4, 82' Coy Koopal 7-4 |
| 21-03-1961 | Aalst            | België B             | 0-2 (0-0) | 54' Luc Mertens 0-2, 84' Jean-Marie Letawe (pen.) 0-2 |
| 11-11-1962 | Luxemburg        | Luxemburg            | 6-2 (1-1) | 16' Jean Hemmerling 0-1, 21' Frans Geurtsen 1-1, 54' Bart Reekers 2-1, 73' Bert Theunissen 3-1, 75' Bert Theunissen 4-1, 79' Egbert ter Mors 5-1, 82' Pierre Kerkhoffs 6-1, 87' Ernest Brenner 6-2        |
| 02-10-1963 | Lens             | Frankrijk B          | 1-1 (0-1) | 15' Yvon Goujon 0-1, 49' Klaas Nuninga 1-1 |
| 21-03-1964 | Rotterdam        | België B             | 4-1 (3-0) | ?' Henk Bosveld 1-0, 23' Henk Bosveld 2-0, ?' Frans Geurtsen 3-0, ?' Harry Heijnen 4-0, 89' Gustave Kauwenberghs 4-1                                                                                      |
| 10-03-1965 | Hannover         | West-Duitsland B     | 1-1 (1-1) | 20' Otto Luttrop 0-1, 26' Klaas Nuninga 1-1 |
| 29-09-1965 | Den Haag         | Luxemburg            | 3-0 (1-0) | 35' Kees Aarts 1-0, 55' Kees Aarts 2-0, 72' Piet Keizer 3-0 |
| 06-04-1968 | Knokke           | België B             | 0-0 (0-0) | |
| 17-04-1968 | Luxemburg        | Luxemburg            | 4-3 (0-2) | 10' Jean Klein 0-1, ?' Edy Dublin 0-2, 47' Nol Heijerman 1-2, 50' Johny Léonard 1-3, ?' Lambert Verdonk 2-3, 58' Pleun Strik 3-3, ?' Henk Bosveld 4-3                                                     |
| 17-03-1970 | Eindhoven        | Luxemburg            | 3-0 (1-0) | 31' Jan Klijnjan 1-0, 58' Jan Klijnjan 2-0, 78' Willy van der Kuylen |
| 25-04-1978 | Kerkrade         | Polen B              | 0-1 (0-1) | 41' Włodzimierz Mazur 0-1 |
| 19-12-1978 | Bochum           | West-Duitsland B     | 1-2 (1-1) | 6' Huub Stevens 1-0, 8' Markus Elmer 1-1, 78' Jürgen Milewski 1-2 |
| 07-10-1980 | Kerkrade         | West-Duitsland B     | 1-2 (1-2) | 8' Norbert Eilenfeldt 0-1, 11' Bernd Klotz 0-2, 43' Frank Saborowski (e.d.) 1-2 |
| 24-03-1981 | Caen             | Frankrijk B          | 2-2       | 14' Toine van Mierlo 0-1, Gilles Rampillon 1-1, Dick Schoenaker 1-2, Bernard Zénier (pen.) 2-2 |
| 02-09-1981 | Doetinchem       | Zwitserland B        | 4-1 (3-0) | 15' Frans Adelaar 1-0, 29' Cees Schapendonk 2-0, 42' Cees Schapendonk 3-0, Cees Schapendonk 4-0, 75' Robert Lüthi 4-1                                                                                     |
| 23-09-1981 | Breda            | Sovjet-Unie B        | 2-3 (1-0) | 19' Wim Kieft 1-0, 52' Edgar Hess 1-1, 72' Sergei Shavlo 1-2, 80' Wim Kieft, 84' Valeri Petrakov 2-3 |
| 13-10-1981 | Lokeren          | België B             | 0-2 (0-0) | Peter Crève 0-1, Peter Crève 0-2 |
| 17-11-1981 | Deventer         | Frankrijk B          | 0-0 (0-0) | |
| 15-02-1989 | Nîmes            | Frankrijk B          | 0-1 (0-1) | 17' Daniel Xuereb |
| 19-11-2008 | Waalwijk         | Jong Zweden          | 0-3 (0-1) | 28' Emir Bajrami 0-1, 52' Denni Avdić 0-2, 89' Ola Toivonen 0-3 |
| 27-03-2009 | Ahlen            | Jong Duitsland       | 4-0 (4-0) | 23' Eljero Elia 1-0, 26' Ricky van Wolfswinkel 2-0, 35' Nordin Amrabat 3-0, 43' Eljero Elia 4-0 |
| 31-03-2009 | Kerkrade         | Jong Italië          | 1-1 (1-1) | 22' Siem de Jong 1-0, 45' Sebastian Giovinco 1-1 |

KNVB ·
A-internationals ·
Bondscoaches (m) ·
Topscorers ·
Nederlands vrouwenelftal ·
Bondscoaches (v) ·
Nederland B ·
Olympisch elftal ·
Jong Oranje ·
Nederland –20 ·
Nederland –19 ·
Nederland –18 ·
Nederland –17 ·
Nederland –16 ·
Nederland –15 ·
Nederlands amateurelftal ·
Nederlands zaterdagelftal ·
Jong OranjeLeeuwinnen ·
Vrouwen –20 ·
Vrouwen –19 ·
Vrouwen –18 ·
Vrouwen –17 ·
Vrouwen –16 ·
Vrouwen –15 ·
Militair mannenelftal ·
Militair vrouwenelftal ·
Strandteam ·
Vrouwen Strandteam ·
Futsalteam ·
Vrouwen Futsalteam

EK-wedstrijden ·
WK-wedstrijden ·
Resultaten kwalificaties en eindronden ·
Nederland B-wedstrijden ·
Officieuze wedstrijden ·
EK-wedstrijden vrouwen ·
WK-wedstrijden vrouwen ·
Resultaten vrouwen kwalificaties en eindronden
1905 – 1919 ·
1920 – 1929 ·
1930 – 1939 ·
1940 – 1949 ·
1950 – 1959 ·
1960 – 1969 ·
1970 – 1979 ·
1980 – 1989 ·
1990 – 1999 ·
2000 – 2009 ·
2010 – 2019 ·
2020 – 2029
2015 ·
2016 ·
2017 ·
2018 ·
2019 ·
2020 ·
2021 · 
2022
EK's: 1976 · 
1980 · 
1988 · 
1992 · 
1996 · 
2000 · 
2004 · 
2008 · 
2012 · 
2020 · 
2024
WK's: 1934 · 
1938 · 
1974 · 
1978 · 
1990 · 
1994 · 
1998 · 
2006 · 
2010 · 
2014 · 
2022
OS: 1908 ·
1912 ·
1920 ·
1924 ·
1928 ·
1948 ·
1952 ·
2008
Albanië ·
Andorra ·
Argentinië ·
Armenië ·
Australië ·
België ·
Bosnië en Herzegovina ·
Brazilië ·
Bulgarije ·
Canada ·
Chili ·
China ·
Colombia ·
Costa Rica ·
Curaçao ·
Cyprus ·
DDR ·
Denemarken ·
Duitsland ·
Ecuador ·
Egypte ·
Engeland ·
Estland ·
Faeröer ·
Finland ·
Frankrijk ·
GOS · 
Georgië ·
Ghana ·
Gibraltar ·
Griekenland ·
Hongarije ·
Ierland ·
IJsland ·
Indonesië ·
Iran ·
Israël ·
Italië ·
Ivoorkust ·
Japan ·
Joegoslavië ·
Kameroen ·
Kazachstan ·
Kroatië ·
Letland ·
Liechtenstein ·
Luxemburg ·
Malta ·
Marokko ·
Mexico ·
Moldavië ·
Montenegro ·
Nederlandse Antillen ·
Nigeria ·
Noord-Ierland ·
Noord-Macedonië ·
Noorwegen ·
Oekraïne ·
Oostenrijk ·
Paraguay ·
Peru ·
Polen ·
Portugal ·
Qatar ·
Roemenië ·
Rusland ·
Saarland ·
San Marino ·
Saoedi-Arabië ·
Schotland ·
Senegal ·
Servië en Montenegro ·
Slovenië ·
Slowakije ·
Sovjet-Unie ·
Spanje ·
Suriname ·
Thailand ·
Tsjechië ·
Tsjecho-Slowakije ·
Tunesië ·
Turkije ·
Uruguay ·
Verenigd Koninkrijk ·
Verenigde Staten ·
Wales ·
Wit-Rusland ·
Zuid-Afrika ·
Zuid-Korea ·
Zweden ·
Zwitserland
Argentinië (1978) ·
Argentinië (2006) ·
Argentinië (2014) ·
Argentinië (2022) ·
Australië (2014) ·
Brazilië (2014) ·
Chili (2014) · 
Costa Rica (2014) ·
Denemarken (2010) ·
Denemarken (2012) ·
Duitsland (2012) · 
Ecuador (2022) · 
Frankrijk (2008) ·
Italië (2008) ·
Ivoorkust (2006) ·
Japan (2010) ·
Kameroen (2010) ·
Mexico (2014) · 
Noord-Macedonië (2021) · 
Oekraïne (2021) · 
Oostenrijk (2021) · 
Portugal (2006) ·
Portugal (2012) ·
Portugal (2019) ·
Qatar (2022) ·
Roemenië (2008) ·
Rusland (2008) ·
San Marino (2011) ·
Senegal (2022) ·
Servië en Montenegro (2006) ·
Sovjet-Unie (1988) ·
Spanje (2010) ·
Spanje (2014) ·
Tsjechië (2021) · 
Uruguay (2010) ·
Verenigde Staten (2022) · 
West-Duitsland (1974)